# Timoteu de Tebes

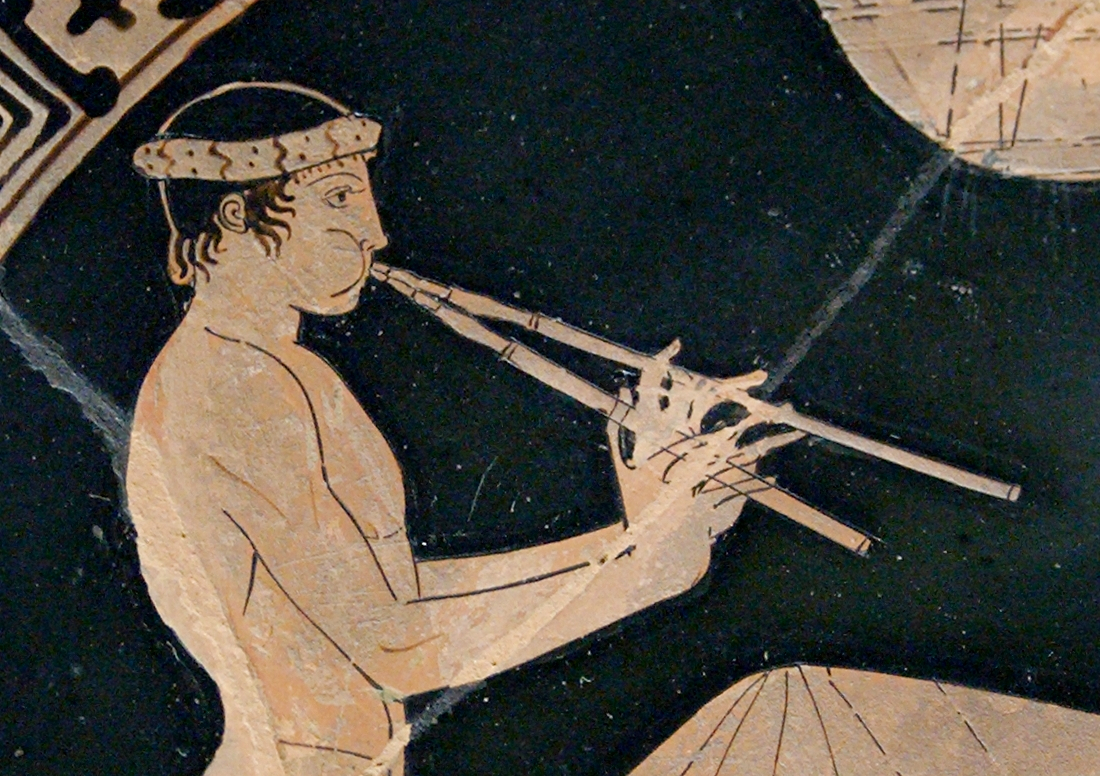
Un músic tocant l'aulos.

Timoteu de Tebes va ser un flautista, nascut a Beòcia al voltant del 380 aC que va viure almenys 60 anys. Va formar part dels més grans músics de l'escola tebana d'aulètica al costat de Càpsies de Tebes i Diofant de Tebes. Durant molt de temps se l'ha confós amb un altre músic famós, Timoteu de Milet. Tots dos es descriuen correctament al Suïda, però Timoteu de Tebes està absent del Realencyclopdie que conté setanta-set Timoteus.
Dotze documents descriuen la seva vida, la font més antiga és del segle I aC. Cap de les seves obres és coneguda. Segons Pitaule, que va ser jugador d'aulos als Jocs Pítics i un membre de cor que era com un director d'orquestra, Timoteu de Tebes podria haver tingut Antigènides de Tebes com a mestre. La seva carrera va començar a Atenes el 360 aC a Dionísia, on va guanyar brillantment un concurs de ditirambe mentre tocava l'Àiax furiós, una peça escrita per Timoteu de Milet, amb el cor de la tribu àtica Pandionis.
A la primavera del 354 aC el rei Felip II de Macedònia va organitzar un concurs musical on es van enfrontar tres grans flautistes de l'època, Antigènides, Chrisogonos i Timoteu de Tebes. Antigènides va guanyar. A la primavera del 334 aC Timoteu va tocar per Alexandre el Gran i el seu exèrcit abans de la travessa pels Dardanels que marca el començament de la seva expedició a Àsia. El febrer del 324 aC va participar amb altres músics i quatre flautistes més (Phrinicós, Càpsies de Tebes, Diofant de Tebes i Eviós de Calcís), a les noces d'Alexandre a Susa. Timoteu era el millor flautista, i va fer la part més difícil, el Nom picià, que és un solo d'aulos acompanyat d'un cor. Va ser proper a Filip II de Macedònia i Alexandre el Gran.